# Stezzano
Stezzano (im lokalen Dialekt Stezà) ist eine Gemeinde (commune) in der norditalienischen Provinz Bergamo in der Lombardei. Stezzano liegt etwa 40 km nordöstlich von Mailand und etwa 6 km südlich von Bergamo.

## Sehenswürdigkeiten

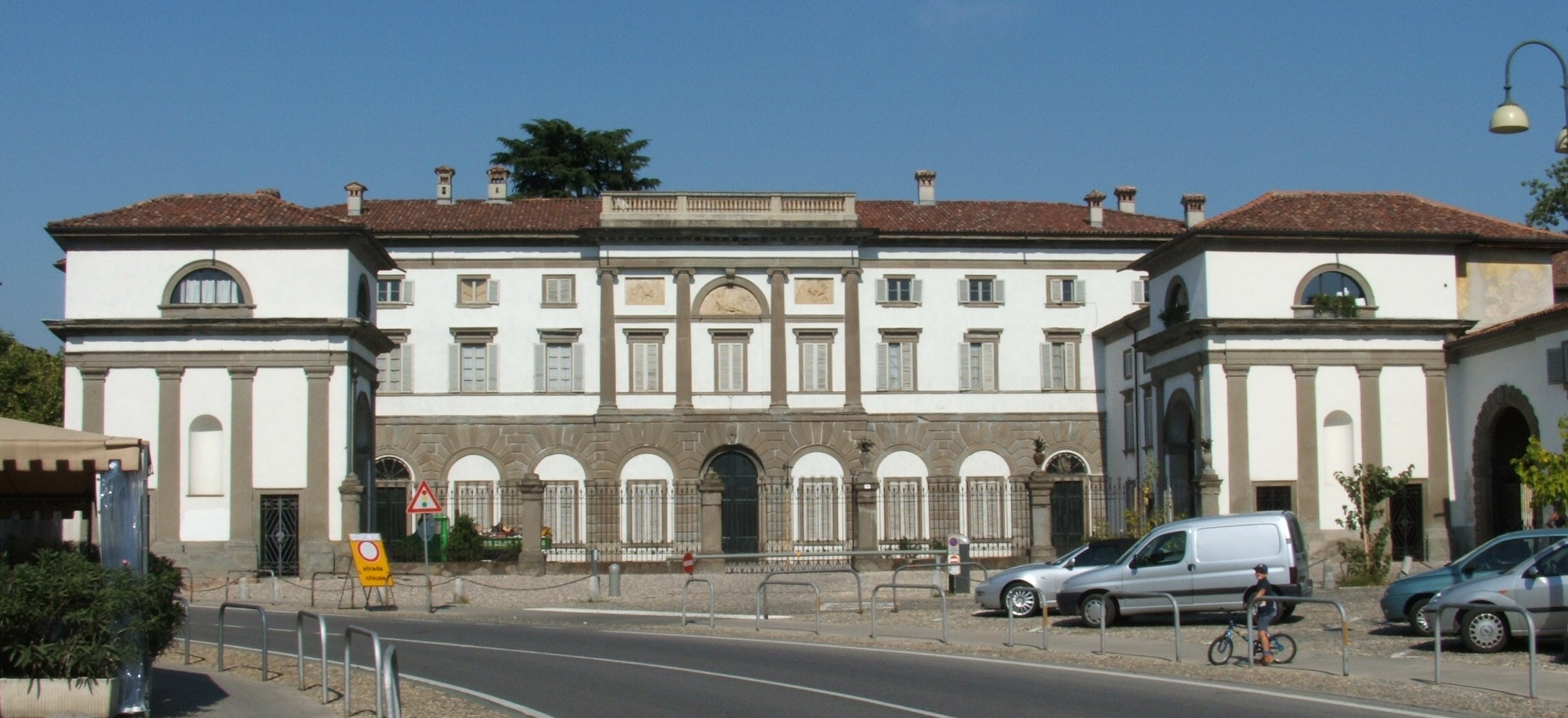
Villa Moroni

- Villa Moroni aus dem 17. Jahrhundert
- Villa Caroli-Zanchi
- Villa Moroni
- Villa Maffeis

- Heiligtum Madonna dei Campi
- Kirchen des Johannes des Täufers und Petrus (17./19. Jahrhundert)

## Persönlichkeiten
- Antonio Moscheni (1854–1905), Maler
- Gaetano Bonicelli (* 1924), emeritierter Erzbischof von Siena-Colle di Val d’Elsa-Montalcino, lebt in Stezzano
- Tavo Burat (1932–2009), Journalist, Schriftsteller und Dichter